# Serge Corbin
Serge Corbin est un coureur canadien de canoë de marathon professionnel, originaire de Saint-Boniface au Québec.

## Réalisations

### Débuts
Corbin a commencé sa carrière dans la course de canot à l'âge de 13 ans. Son premier partenaire était son frère aîné et héros, Claude Corbin. Claude Corbin était déjà un pagayeur accompli et les deux ont formé l'un des partenariats les plus réussis de l'histoire du canoë. À la suite de la retraite de Claude, Serge a partagé le succès avec plus de dix partenaires.

### Triple couronne de canots
Corbin a essentiellement pratiqué le sport du canoë marathon en Amérique du Nord en dominant ses courses Triple Crown depuis sa saison recrue, à l'âge de 16 ans, jusqu'à la fin de la quarantaine. La Triple Crown of Canoe Racing regroupe les trois plus prestigieuses courses de canoë marathon en Amérique du Nord : la Régate de Canots Général Clinton (70 milles sur une journée de Cooperstown, NY à Bainbridge, NY), le Marathon de Canots de la Rivière Au Sable (120 km sans escale pour la nuit de Grayling, MI à Oscoda, MI) et la Classique internationale de canots de la Mauricie, une course de trois jours et trois étapes de La Tuque, QC à Trois-Rivières, QC.

#### AuSable River Canoe Marathon
Au Marathon de Canots de la Rivière Au Sable, Serge Corbin détient le record du plus grand nombre de victoires individuelles, à 18 ans. Il détient également le record du parcours, à 13:58:08 avec son partenaire de 1994, Solomon Carriere, de Cumberland House, en Saskatchewan.

#### Classique Internationale de Canots de la Mauricie
Corbin a remporté la Classique à 26 reprises avec plus de 10 partenaires différents. En 2004, Serge a été honoré par un hommage de 4 heures commémorant ses 26 victoires dans le marathon éprouvant du Québec.

#### General Clinton Canoe Regatta
Il a été le plus dominant de la Régate de Canots Général Clinton, où il a participé au marathon de 70 milles 29 fois et remporté la course 28 fois. Corbin n'a perdu qu'une course de canoë de 70 km entre les rives de la rivière Susquehanna, souvent peu profonde, dans le nord de l'État de New York.

### Autres sports nautiques
Corbin s'est aventuré en dehors des courses de canoë de marathon en eaux calmes pour participer à des courses de pirogues en océan sur outrigger et à des courses de bateaux à aubes. Il faisait partie des équipes gagnantes de la prestigieuse course Molokai Hoe en 1985 et en 1989. Il a également participé à des compétitions internationales de swan boats.

## Hommages
Corbin est répertorié comme l'un des « pagayeurs du siècle » par le Canoe & Kayak magazine.

## Galerie
- Serge Corbin en action.

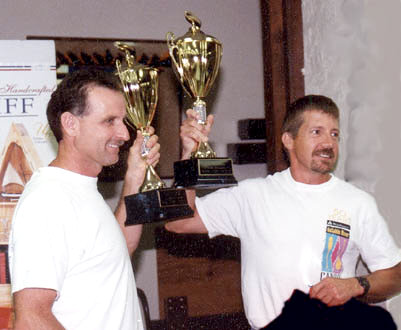
Champions du Triple Crown Canoe Racing 2001.
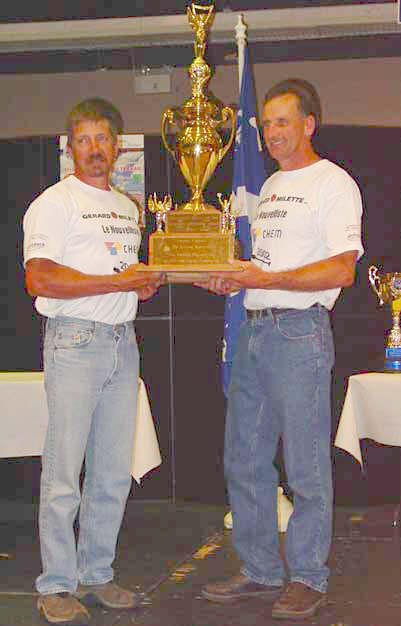
Champions du Triple Crown Canoe Racing 2002.